# Sumbawanga
Sumbawanga je grad na zapadu Tanzanije, sjedište regije Rukwa. Nalazi se 100-ak km istočno od tromeđe Tanzanija - DR Kongo - Zambija, na 1100 m nadmorske visine. Jezero Tanganjika je 80-ak km zapadno, a jezero Rukwa 25 km istočno.
Godine 2002. Sumbawanga je imala 74.890 stanovnika.